# Göteborška stolnica
Göteborška stolnica (švedsko Gustavi domkyrka / Göteborgs domkyrka) je stolnica v Göteborgu, drugem največjem mestu na Švedskem. Je sedež škofa göteborške škofije v Švedski cerkvi.

## Prvotna cerkev
Preden je bila leta 1633 odprta prva stolnica, je na tem mestu približno 12 let stala začasna cerkev, znana kot göteborška lesena cerkev (švedsko Brädekyrkan). To je bila ena prvih stavb v mestu in prva cerkev v sedanjem mestu Göteborg, ki je tretje mesto, ustanovljeno ob ustju reke Göta älv in drugo s tem imenom.

## Prva katedrala
Župnišče je bilo dokončano leta 1624, gradnja nove cerkve na mestu lesene cerkve pa je bila napovedana leta 1627. Kralj Gustav II. Adolf je uvedel davek za plačilo del. Začetna zahteva je bila sod (nekaj več kot 125 litrov) pšenice, ovsa, ječmena ali rži z vsake cerkvene posesti v provinci Västergötland za obdobje treh let. V pismu mestnemu svetu Göteborga (13. decembra 1629) je bil davek podaljšan za nadaljnja tri leta. Od leta 1625 do 1634 so se stroški gradnje povečali na 8387 švedskih riksdalerjev.
Gradnjo je vodil mojster zidar Lars Nilsson.ref name="reyde">Folke Reyde, "Gustavi domkyrka före brandkatastrofen 1802" ("Gustavi Cathedral before the disastrous fire of 1802") in Göteborg förr och nu III ("Gothenburg Then and Now III"), ed. Gothenburg hembygdsförbund, Förenade Tryckerier, Göteborg 1964. pp. 78–79, 83, 90–91, 93</ref> Temeljni kamen je 19. junija 1626 položil göteborški predsednik pravosodja (sodnik) Nils Börjesson Drakenberg, leta 1633 pa je bila nova glavna stavba dokončana. Do leta 1633 so leseno cerkev porušili, čeprav je njen stolp ostal v uporabi kot stražar. Med gradnjo in nekaj časa zatem se je cerkev imenovala stora kyrkan (velika cerkev), ime, ki se je uporabljalo v računovodskih evidencah. Stala je še devet let, dokler ni bil januarja 1643 nadomeščen nov stolp.
10. in 11. avgusta 1633 je nadzornik Andreas Prytz posvetil cerkev z dvema pridigama: »O pravilni uporabi cerkva« in »O posvetitvi cerkva«. Otvoritev se v stolnici obeležuje z letno pridigo 10. avgusta. Cerkev je bila imenovana za stolnico (domkyrke) šele v 1680-ih.
Sočasnih dokumentov o namestitvi cerkvenih zvonov niso našli. Zvonove retrospektivno omenja Eric Cederbourg (1739):
V stolpu so bili obešeni trije veliki in lepi zvonovi, katerih močan in harmoničen zvok se je slišal [več kot 8 km]; na severni steni stolpa je bil postavljen velik, dobro utemeljen zvon, težak 6 skeppspundov [1020 kg], da bi odbijal uro.
Prvi stolpni urni mehanizem, ki ga je leta 1648 izdelal urar Per Larsson, je bil leta 1670 nadomeščen z mehanizmom, ki ga je izdelal Jacob Hertingk iz Stralsunda.
Cerkev je bila zgrajena iz granita, obložena z nizozemsko opeko in okrašena z 18 paladijevskimi okni z železnimi robovi, nameščenimi med oporniki. Imela je bogato okrašena obokana vhodna vrata z železnim okovjem. Stavba je bila dolga 48,1 metra, široka 20,2 metra in visoka 26,5 metra pri pedimentni strehi. Ni imela transepta. Zid stolpa je bil visok 27,6 čevljev, brez zvonika. Streha cerkve je bila krita s hrastovimi skodlami in prekrita z bakrenimi ploščami; na vzhodnem koncu strehe je bila vetrnica v obliki velikega bakreno pozlačenega sonca, ki je bila leta 1700 tako oslabljena, da so jo nadomestili z lesenim zvonikom. Zvonik je bil porušen in nadomeščen leta 1700.

### Notranjost katedrale
Stolnica je imela sedemnajst osmerokotnih nosilnih stebrov: osem na vsaki strani ladje in enega v koru. Imeli so kvadratno podlago. Vsaka stranica je bila široka dva ella (1,2 metra).
Prvotna prižnica je bila nemško-nizozemskega tipa, njena intarzija in druga rezbarska dela pa kažejo, da je bila izdelana bodisi v Lübecku bodisi s strani nekaterih severnih Nemcev, ki so živeli v Göteborgu. Konec 1670-ih je bila zamenjana in leta 1682 prenesena v novozgrajeno cerkev Kungälvs. Kipar Marcus Jaeger starejši je leta 1674 izklesal novo prižnico z zgodovinskimi podobami iz alabastra in ebenovine. Izdelal je tudi krstni kamen in številne rezbarije na govorniških pultih in klopeh.
Stolnica je imela prestol (kraljevsko klop), postavljen nad grobom št. 19 južno od ladje, med prvima dvema stebroma iz prezbiterija. Jaeger ga je dokončal v 1680-ih in zanj prejel 960 srebrnih riksdalerjev. Leta 1869 je krojač Torsten Gunnarsson prestol oblazinil z rdečim žametom, verjetno v čast obiska Karla XI. v Göteborgu 10. septembra. Štiri leta pozneje je John Hammer za 400 srebrnih riksdalerjev pobarval kraljev prestol v beli alabaster in zlato.
Prve orgle, verjetno pozitivne orgle s samo štirimi do šestimi režami, so bile nameščene do leta 1648. Leta 1661 je graditelj orgel Hans Horn dokončal nove cevne orgle, nadaljnja dela na njih pa so bila končana okoli leta 1700. Jaegerja so leta 1697 najeli za izdelavo štirih korintskih stebrov pod orglami, da bi jih dvignili, verjetno v zahodnem delu ladje, blizu zidu stolpa. Orgle so bile večkrat popravljene: leta 1696 Christian Rüdiger, leta 1699 John George Ambthor in leta 1707 Elias Wittig. Tako Rüdiger kot Ambthor sta bila nemška orgelska mojstra; Wittig je bil pomočnik.

## Druga stolnica
V noči 15. aprila 1721 so stolnica, srednja šola in 211 stanovanjskih stavb v bližini stolnice zgoreli. Ker so zidovi ostali stoječi, je bilo mogoče stavbo precej hitro obnoviti. Komaj mesec dni po požaru je arhitekt Paul Ludvig Leyonsparre na zahtevo mestnega upravitelja (politieborgmästare) Hansa von Gerdesa (1637–1723) predstavil tri možnosti za obnovo cerkve, tretjo pa je priporočil okrožni glavar (landshövding) Nils Posse. Stolnica je bila ponovno odprta 25. maja 1722, le 13 mesecev po požaru, z enakimi dimenzijami kot stara katedrala, vendar s stolpnim kapitelom namesto nekdanjega zvonika. Streha se je izkazala za tako puščajočo, da se je okrožni glavar Axel Gyllenkrok oktobra 1724 pritoževal nad dežjem in snegom, ki sta vdirala skoznje. Decembra 1725 je mestni inženir prejel nalogo, naj pripravi predloge za novo bakreno streho, dela pa so se začela junija 1726.
Dokončanje stolpa je trajalo nadaljnjih deset let, mestni inženir Johan Eberhard Carlberg (stric Carla Wilhelma Carlberga, arhitekta sedanje stolnice) pa je zasnoval začasni zvonik za pokopališče. V uporabo ga ni bilo mogoče dati do leta 1726, ker je bilo treba zvon uliti v livarni, vendar je bil v uporabi šest let, do leta 1732, ko je bil končno dan v uporabo novi stolp.
Novi stolp je zasnoval graditelj nemškega stolpa Christinenkirche, ladjedelniški mojster Nicolaus Müller. Zelo je bil podoben stolpu nemške cerkve, sodobne slike pa ga celo prikazujejo s podobnim vrhom. Stolp je bil osmerokoten, njegov vrh pa je bil 26,7 metra nad zidom stolpa. Največji od treh cerkvenih zvonov je tehtal 1700 kg, druga dva pa po 1020 kg. Leta 1726 jih je ulil Erik Näsman, ki se je iz Jönköpinga preselil v Stockholm in je naslednje leto ulil zvon za katedralo Skara.
Strop je bil postavljen med letoma 1734 in 1739. Južni govorniški oder je bil dokončan leta 1739. Tla so bila dokončana aprila 1740 s 1400 ploščicami iz Ölandskega apnenca, kvadratnih 2 švedska ella (59,4 cm) in debelih 2,25 švedskih palca (5,57 cm). Oktobra 1731 je Carlberg prejel odobritev za svojo risbo (začasne) prižnice. Orgle je v letih 1733–1734 zgradil graditelj orgel Johan Niclas Cahman. Pogodba, podpisana 11. januarja 1733, je določala, da morajo biti dokončane "v dobrem in brezhibnem stanju, enakovredne orgelskim izdelkom, ki jih danes najdemo v Uppsali". Orgle so stale 8500 srebrnih riksdalerjev in so bile opremljene z 32 režami in 5 mehovi.
Januarja 1750 je nadzornik Carl Hårleman predlagal kiparski oltarni lik, ki bi upodabljal Kristusa, križ in dva klečeča angela. Stroške umetniškega dela je daroval farmacevt Franz Martin Luth (1679–1763). Pogodba je bila dodeljena 1. marca 1751, oltar je bil dokončan 1. februarja 1754 in je bil odprt na adventno nedeljo, 1. decembra 1754.[24] Še vedno se uporablja kot oltar stolnice.
Leta 1769 je bila na severozahodnem delu stolnične stavbe, na vogalu Kyrkogatan in Västra Hamngatan, zgrajena kostnica s prostorom za štirideset krst. Da bi se izognili slabemu vonju v cerkvi, sta župan in mestni svet (magistrat) Göteborga odločila, da bodo vsa trupla, pokopana v šestih toplejših mesecih od 1. aprila do 1. oktobra, najprej shranjena v kostnici.
Istega leta, ko je bila dograjena kostnica, je bilo dokončano tudi pokopališče. To je bil 469-el (približno 279 metrov) visok zid okoli Domkyrkoplanena z granitnimi temelji; sam zid je bil iz opeke in prekrit z velikimi bloki klesanega Ölandskega apnenca. V zidove je bilo vgrajenih pet prostornih vrat, zgrajenih iz trdo žgane klinker opeke in prekritih s svinčeno pločevino. Material iz treh teh vrat so po požaru leta 1802 prenesli na novo pokopališče na travniku ubožnice v okrožju Stampen v Göteborgu.
Leta 1775 je francoski kipar Pierre Hubert Larchevesque (1721–1778) izklesal katedralni spomenik Colinu Campbellu (1686–1757), soustanovitelju Švedske vzhodnoindijske družbe.

## Tretja (sedanja) stolnica
Druga stolnica je zgorela 20. decembra 1802 skupaj s 179 hišami. Malo prej je bil v stolnici pogreb Johna Halla starejšega, njegovi posmrtni ostanki pa so bili še vedno tam in so čakali na dokončanje velike grobnice na pokopališču Örgryte, zato sta bila uničena tako truplo kot draga krsta. Grobovi na pokopališču okoli stolnice so bili prav tako tako močno poškodovani, da je bilo treba cerkveno dvorišče opustiti kot pokopališče. Pokopi so bili premeščeni na 'Novo pokopališče' v Stampnu, ki je bilo odprto 11. maja 1804 in je bilo prvotno namenjeno le kongregacijam stolnice in Kristinine cerkve. Materiali iz porušenih zidov stolnice in treh železnih vrat so bili prodani na dražbi, izkupiček pa je bil uporabljen za novo ograjo pokopališča v Stampnu.
Tokrat je bila stavba tako močno poškodovana, da zidov ni bilo mogoče ponovno uporabiti. Gradnja nove cerkve se je začela leta 1804. Zemljišče stare cerkve je bilo ponovno uporabljeno v meri, ki se je ujemala z novo stavbo (prečna ladja prej na primer ni obstajala). Kamni iz stare cerkve so bili uporabljeni za zasebne stavbe, vključno z Ingelmansko hišo na East Harbor Road. Cerkev je posvetil škof Johan Wingård na nedeljo Svete Trojice, 21. maja 1815.
Novo stolnico je zasnoval arhitekt Carl Wilhelm Carlberg. Umrl je 14. aprila 1814, gradnjo pa je dokončal njegov učenec, major Justus Frederick Weinberg. Pravijo, da se Weinberg ni udeležil otvoritve, ker se je bal, da bi se tanki, ravni oboki cerkve zrušili (v začetku 20. stoletja so konstrukcijo okrepili). Ko je bila cerkev ponovno odprta, je stolp še vedno manjkal. Otvoritev je bila deset let pozneje, leta 1825, dve leti pozneje pa je bila nameščena njena bakrena obloga. Druga otvoritev je bila 9. septembra 1827. Leta 1807 je bila na vogalu Cross Street 22 in Vallgatan 28 zgrajena Dekanova dvorana po načrtih graditelja zidov Gottlieba Lindnerja.
Po požaru leta 1802 je bilo staro pokopališče preurejeno v odprt trg, Kyrkotorget; leta 1822 je bilo celotno območje okoli cerkve in zahodno do Zahodnega Hamnkanalena (ki se je na sredini pridružil sedanji Zahodni pristaniški cesti v letih 1903–1905) zasuto in tlakovano s tlakovci. Ime je bilo leta 1846 spremenjeno v Domkyrkoplatsen. Zemljišče okoli cerkve je bilo zasajeno leta 1851 in okoli leta 1860 obdano z železno ograjo. Ime se je leta 1883 spremenilo v Domkyrkoplanen. Po dokončanju je bila zunanjost cerkve v bistvu takšna, kot jo vidimo danes, glavna sprememba pa je bila, da so bile končne stene stranskih prizidkov stolpa leta 1832 porušene in nadomeščene z železno ograjo. Ocenjena vrednost stolnice leta 1889 je bila 500.000 švedskih kron.
Domkyrkoplanen je že stoletja pokopališče. Tukaj ostaja prah dvajset tisoč mrtvih.
Stolnica je bila prva cerkev na Švedskem, ki je bila opremljena s centralnim ogrevanjem, ki je bilo nameščeno leta 1852 pod vodstvom angleškega gradbenega inženirja Hadona. Plinska razsvetljava je bila nameščena leta 1853. Cerkev je bila leta 1857 zavarovana za požar pri zavarovalnici Skandia za znesek 500.000 riksdalerjev.
Cerkveni zvonik se je v začetku 20. stoletja začel nevarno nagibati proti jugozahodu, zato sta bila cerkev in Domkyrkoplanen za daljše obdobje zaprta zaradi osnovne okrepitve. V nemški cerkvi so potekale velike maše, v kapeli Landala pa večernice in tedenske cerkvene maše.
Leta 1904 je bila izvedena celovita obnova. Cerkev je dobila nova tla, nova okna in vrata, nove klopi in nov sistem za uravnavanje temperature. Nadaljnja obnova v letih 1954–1957 je vključevala zabijanje 313 betonskih pilotov v skalno podlago za stabilizacijo stavbe. V letih 1983–1985 je bila izvedena še ena prenova.
Do poznih 1990-ih si je bilo mogoče ogledati stolp stolnice in enega od njenih osmih majhnih balkonov z dvigalom, ki mu je sledilo stopnišče s 151 stopnicami. Med namestitvijo novega dvigala novembra 2013 so bile stene prve stolnice najdene 30 cm pod tlemi.

## Arhitektura stolnice
Sedanja stolnica je bila zasnovana v klasicističnem slogu in je bila večja od prejšnjih dveh stavb. Zdaj je dolga 59,4 metra in široka 38 metrov, vključno z novim transeptom, ki prej ni obstajal. Široka je 22,86 metra. Notranja višina ladje je 14,25 metra brez stolpa in 52,85 metra s stolpom.
Primer klasicističnega sloga je velik glavni portal na zahodnem koncu. Uokvirjajo ga štirje dorski stebri na pedimentu.